# Классификация вирусов по Балтимору
Классификация вирусов по Балтимору (англ. Baltimore classification) основана на различиях генетических систем вирусов в отношении используемого способа синтеза смысловой мРНК. Предложена американским учёным Дэвидом Балтимором в 1971 году. Необходимость синтеза смысловой мРНК в жизненном цикле вируса связана с использованием рибосом клеточных хозяев — бактерий, архей и эукариот. В классификации учитываются тип геномной нуклеиновой кислоты (ДНК или РНК), количество цепочек в геномной нуклеиновой кислоте (одноцепочечная или двуцепочечная), а также направление цепи в случае с вирусами, генетический материал которых представлен одноцепочечной РНК (смысловая или антисмысловая).

## Значение для таксономии вирусов
Классификация по Балтимору полезна для понимания репликации вирусов, но сильно расходится с их эволюционными отношениями, которые лежат в основе таксономии. Представители реалмов Adnaviria, Duplodnaviria, большинство вирусов Varidnaviria и некоторые Monodnaviria принадлежат к классу I. Однако геномы части представителей Varidnaviria и Monodnaviria состоят из одноцепочечной ДНК и, соответственно, принадлежат к классу II. В реалме РНК-содержащих вирусов Riboviria можно найти представителей классов с III по VII. Также, один представитель Ribozyviria относится к классу V.

## Классификация

### Класс I: вирусы, содержащие двуцепочечную ДНК
Вирусы, содержащие двуцепочечную ДНК, для репликации попадают в ядро клетки, так как им требуется клеточная ДНК-полимераза. Также репликация ДНК этих вирусов сильно зависит от стадии клеточного цикла. В некоторых случаях вирус может вызывать деления клетки, что может приводить к раковому перерождению. Примерами таких вирусов являются Herpesvirales, Adenoviridae, Papillomaviridae и Polyomaviridae.
У представителей семейства Poxviridae геномная ДНК реплицируется не в ядре.

### Класс II: вирусы, содержащие одноцепочечную ДНК
Вирусы семейств Circoviridae и Parvoviridae реплицируют геномную ДНК в ядре и в ходе репликации образуют интермедиат — двуцепочечную ДНК.

### Класс III: вирусы, в которых РНК способна к репликации (редупликации)
Как и большинство РНК-вирусов, представители класса III реплицируют геномную РНК в цитоплазме и используют полимеразы хозяина в меньшей степени, чем ДНК-вирусы. Класс III включает в себя два крупных семейства — Reoviridae и Birnaviridae. Репликация моноцистронная, геном сегментирован, каждый ген кодирует один белок.

### Классы IV и V: вирусы, содержащие одноцепочечную РНК
Классы IV и V включают вирусы двух типов, репликация которых не зависит от стадии клеточного цикла. Наряду с вирусами, содержащими двуцепочечную ДНК, эти вирусы наиболее изучены (коронавирусы, вирус клещевого энцефалита; вирус бешенства)

#### Класс IV: вирусы, содержащие одноцепочечную (+)РНК
Непосредственно на (+) геномной РНК вирусов IV класса может идти синтез белка на рибосомах клетки хозяина. Вирусы классифицируют на две группы, в зависимости от особенностей РНК:
- у вирусов с полицистронной мРНК трансляция приводит к образованию полипротеина, который затем разрезается на зрелые белки. С одной цепи РНК может синтезироваться несколько разных белков, что снижает длину генов.
- вирусы со сложной трансляцией — синтез белка идет со сдвигом рамки считывания, также используется протеолитический процессинг полипротеинов. Эти механизмы обеспечивают синтез разных белков с одной цепи РНК.

Вирусы данного класса включают в таксоны: Nidovirales, Picornavirales (Picornaviridae), Tymovirales, Astroviridae, Caliciviridae, Flaviviridae, Togaviridae, Virgaviridae и др.

#### Класс V: вирусы, содержащие одноцепочечную (−)РНК
Геномные РНК вирусов класса V не могут быть транслированы на рибосомах клетки хозяина, предварительно требуется транскрипция вирусными РНК-полимеразами в (+)РНК. Вирусы пятого класса классификации по Балтимору классифицируют на две группы:
- вирусы, содержащие несегментированный геном, на первом этапе репликации происходит транскрипция (−)РНК вирусной РНК-зависимой РНК-полимеразой в моноцистронную мРНК, и далее синтезируются дополнительные копии (+)РНК, служащие матрицами для синтеза геномных (−)РНК. Репликация геномных РНК таких вирусов осуществляется в цитоплазме.
- вирусы с сегментированными геномами, репликация геномных РНК которых происходит в клеточном ядре, вирусная РНК-зависимая РНК-полимераза синтезирует моноцистронные мРНК с каждого сегмента генома. Наибольшим отличием данной группы вирусов от другой группы пятого класса состоит в том, что репликация осуществляется в двух местах.

Представители данного класса входят в состав таксонов: Bunyavirales, Mononegavirales, Arenaviridae, Ophioviridae, Orthomyxoviridae и Deltavirus.

### Класс VI: вирусы, содержащие одноцепочечную (+)РНК, реплицирующиеся через стадию ДНК
Наиболее хорошо изученным семейством данного класса вирусов, являются ретровирусы. Вирусы класса VI используют фермент обратную транскриптазу для превращения (+)РНК в ДНК. Вместо использования РНК в качестве матрицы для синтеза белков вирусы этого класса используют РНК как матрицу ДНК, которая встраивается в геном хозяина ферментом интегразой. Дальнейшая репликация происходит при помощи полимераз клетки хозяина. Наиболее хорошо изученным представителем данной группы вирусов является ВИЧ.

### Класс VII: вирусы, содержащие двуцепочечную ДНК, реплицирующиеся через стадию одноцепочечной РНК
Небольшая группа вирусов, в состав которой входят семейства Caulimoviridae и Hepadnaviridae, в том числе вирус гепатита B. Имеют двуцепочечную геномную ДНК, которая ковалентно замкнута в форме кольца и является матрицей для синтеза мРНК вируса, а также субгеномных РНК. Субгеномная РНК служит матрицей для синтеза ДНК-генома ферментом обратной транскриптазой вируса. В некоторых источниках группу называют параретровирусами.